# Маркин, Морис

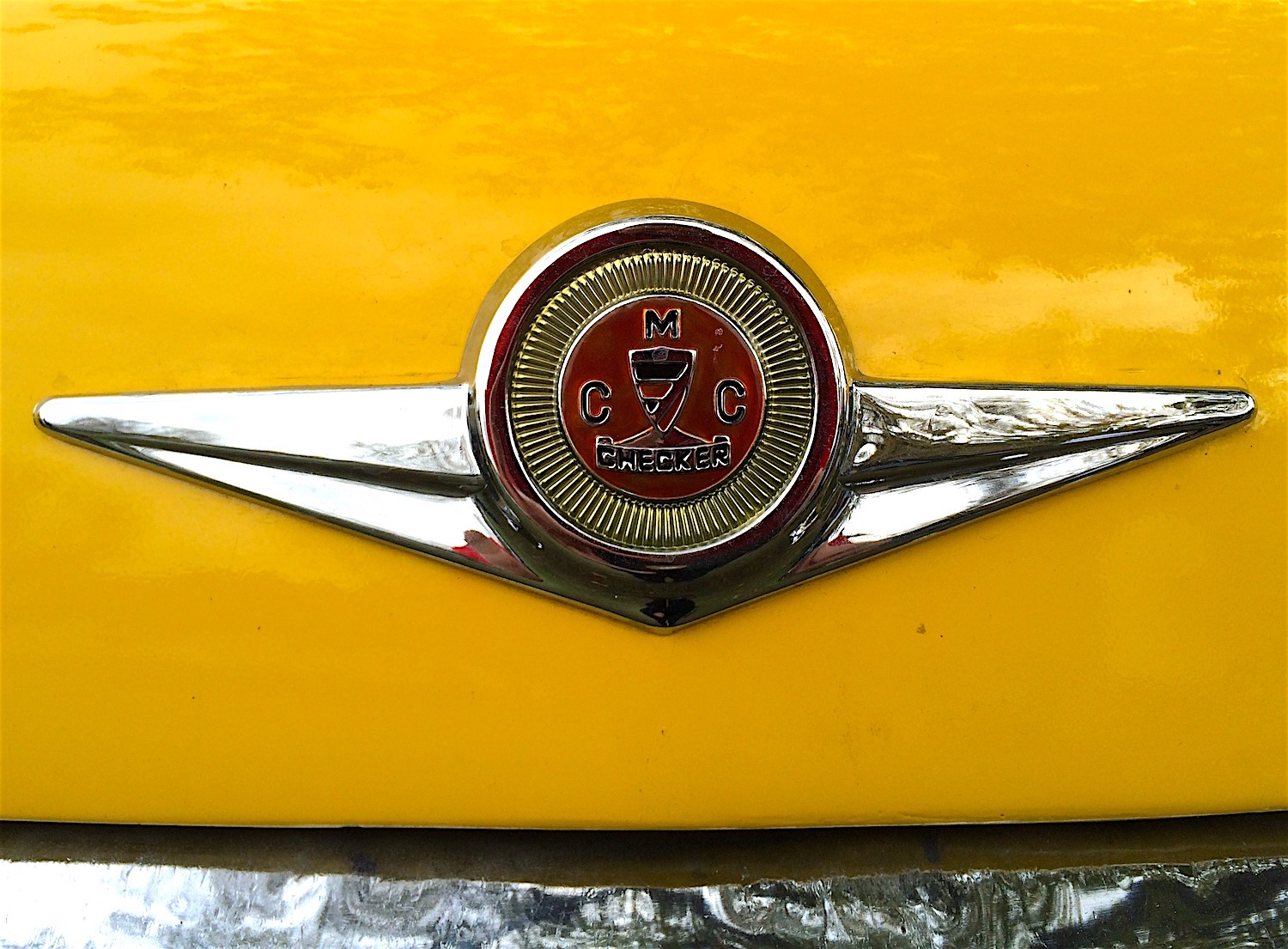
Логотип корпорации Checker Motors Corporation

Морис Маркин (при рождении Залман Тамаркин; 15 июля 1893 — 8 июля 1970) — американский бизнесмен родом из России, основавший компанию по производству автомобилей-такси Checker Cab Manufacturing Company (которая впоследствии стала корпорацией Checker Motors).

## Ранние года
Залман Тамаркин родился в еврейской семье в Смоленске на западе России, и в молодости работал на швейной фабрике. Уже в возрасте 19 лет он получил должность мастера производства, однако уже в том же году, в ноябре 1912 года, он эмигрировал в Соединённые Штаты. Когда он прибыл на остров Эллис, он не говорил по-английски и не имел средств оплатить залог, необходимый для въезда в страну. Дворник в учреждении одолжил ему двадцать пять долларов, которые ему понадобились для залога. После эмиграции он сменил имя на Морис Маркин.
Из Нью-Йорка Маркин отправился в Чикаго, где жил у своего дяди. Он выполнял мелкие работы для разных людей, в том числе у портного, который обучил его своему ремеслу. Когда портной умер, Маркин выкупил в кредит его дело у его вдовы. Накопив со временем денег, он помог переехать в США 7 братьям и 2 сёстрам. Затем Маркин в компании с одним из братьев открыл фабрику, которая производила брюки по государственным контрактам во время Первой мировой войны. Эта компания процветала и после войны.

## Создание Checker Cab

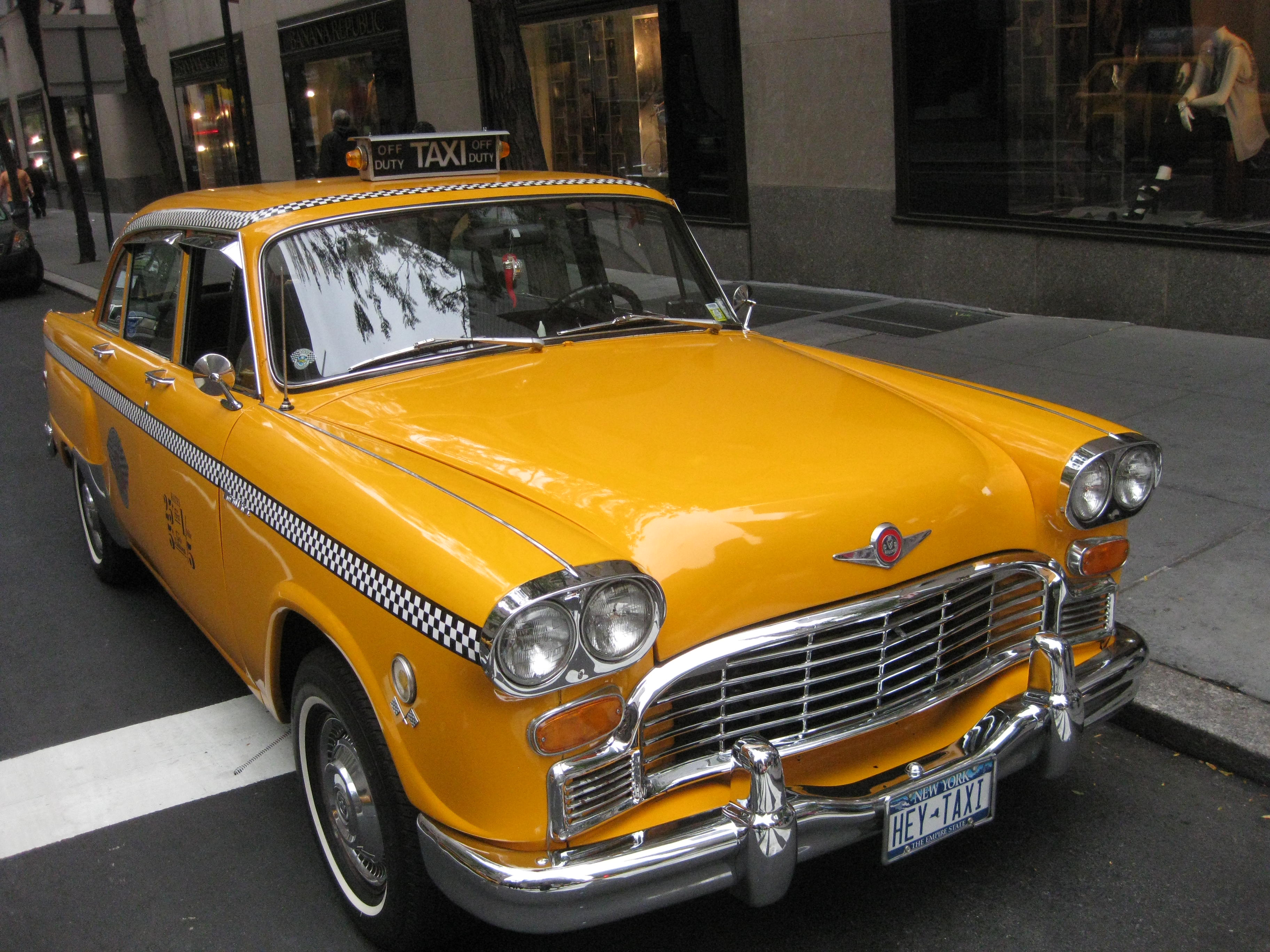
Checker Marathon

В 1921 году Маркин занялся автомобильным бизнесом, приобретя компанию по производству кузовов у инженера по имени Ломберг. Ранее Маркин одолжил Ломбергу пятнадцать тысяч долларов, чтобы удержать компанию на плаву. Когда это не удалось, Ломберг обратился к Маркину за дополнительной ссудой. Маркин отказался, и вместо этого сам приобрёл компанию. Затем он приобрёл также другую обанкротившуюся компанию по производству автомобилей, Commonwealth Motors, а вместе с ней — бухгалтера Ральфа Э. Окленда. Затем Маркин рискнул и приобрёл закрытый завод по производству шасси Handley-Knight и кузовной завод Dort в Каламазу, штат Мичиган. Он перенёс всю свою деятельность в Каламазу и 2 февраля 1922 года создал компанию Checker Cab Manufacturing Company, которая специализировалась на производстве автомобилей для такси-бизнеса.
В 1929 году он приобрёл компанию Yellow Cab у своего конкурента Джона Херца. Последний, в свою очередь, сосредоточился на краткосрочной аренде автомобилей, и его корпорация Hertz в настоящее время является одной из крупнейших в этой сфере.
В свою очередь, компания Маркина стала крупнейшим производителем автомобилей для такси-бизнеса в США.